# レクサス・GX

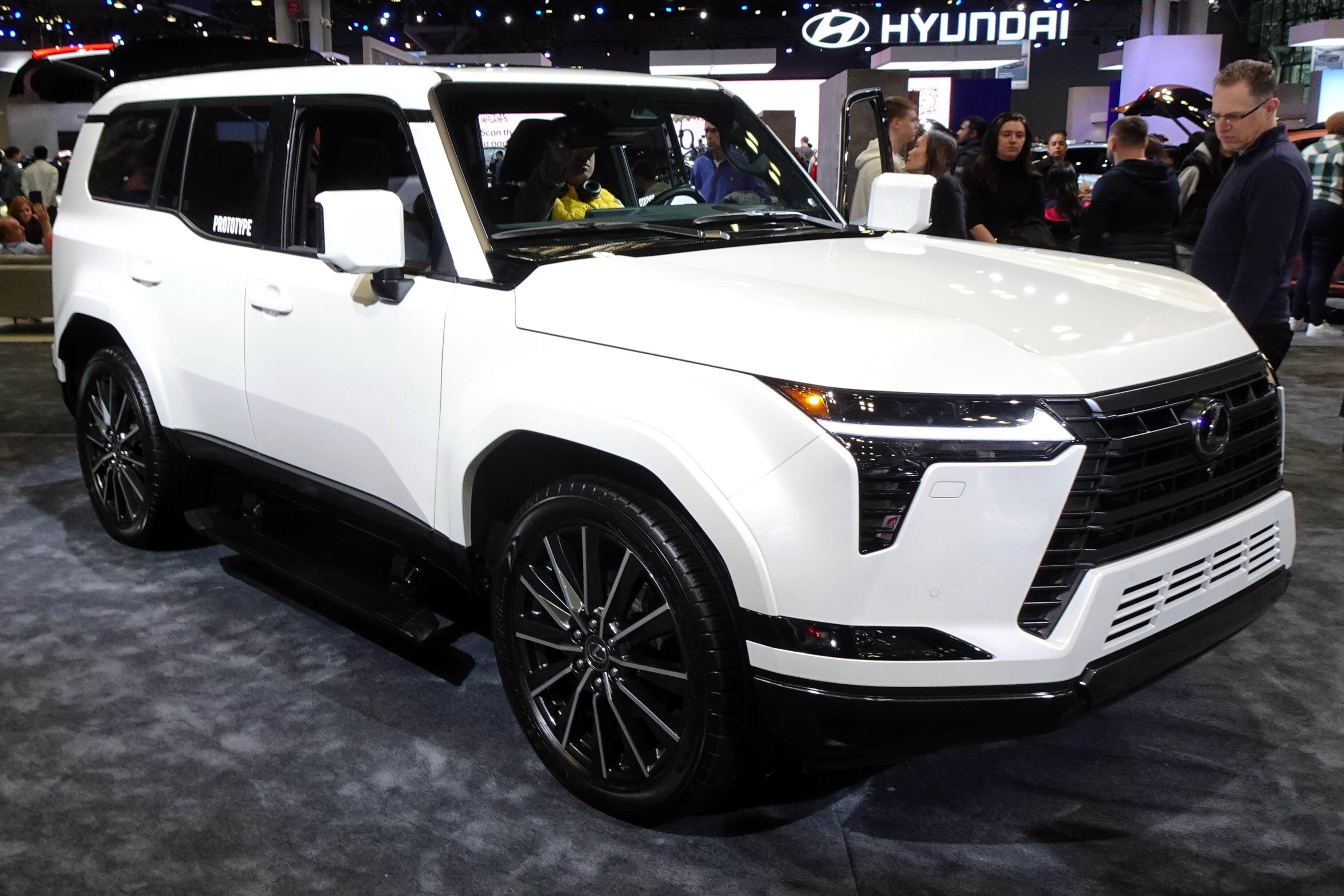
3代目 現行型モデル　日本ではこのモデルから正式導入された。

GX（ジーエックス、Lexus GX）は、トヨタ自動車が展開する高級車ブランド「レクサス」から販売されている大型SUVである。
トヨタブランド（トヨタ店）から販売されている「ランドクルーザープラド」とは2代目までは姉妹車であったが、3代目からは、2023年8月2日に発表されたランドクルーザー250の姉妹車となる。また2代目までは日本では導入されていなかったが、3代目から日本に正式導入された。

## 初代「GX470」（UZJ120 2002年-2009年）
レクサスSUVのフラッグシップモデルである「LX」と、クロスオーバーSUV「RX」の中間に位置するモデルとして、2002年11月に登場した。表向きはプレミアムブランドのSUVでありながら、その中身は世界中の過酷なオフロードで鍛え上げられたトヨタ「ランドクルーザー120」（ライトデューティー系。日本では3代目ランドクルーザープラド）そのものである。その成り立ちゆえ、欧州各社の同ポジションの車種とは異なり、ラダーフレームとリジッドのリアアクスルを持つ。
パワーユニットは上級の「LX470」と共通で、全グレードに4.7 LのV型8気筒DOHCエンジン（2UZ-FE型）と5速ATを搭載する。
内装はレクサス車にふさわしい本革や本木目パネル等をふんだんに使用した上質なものとなり、トヨタ「ランドクルーザー120」にはない「マークレビンソンプレミアムサウンドシステム」や、後席用DVDシステムなどの設定もある。
製造は愛知県のトヨタ自動車田原工場が担当していた。
トヨタ「ランドクルーザー120」との主な相違点
- エンブレムなど車両内外で、GXでは「LEXUS」と表記されている箇所がプラドでは全て「TOYOTA」に改められている。フロント・リアやステアリングに装着されるエンブレムのほか、ウインドウのMナンバー、フューエルリッドのコーションラベル、シートベルトのタグなど。
- 日本の保安基準を満たすためのサイドアンダーミラーが非装着（海外向けランドクルーザー120も同様に非装着）。
- フロントグリル、ヘッドライト・テールライトレンズ、純正ホイール、バンパー、ドアモールなどのデザイン。
- バーズアイメープルなどの本木目パネルの使用。
- 車幅灯のワット数の違いや、サイドマーカーの有無。
- その他、パネルのチリ合わせや塗装などの各面において、レクサス車たるGXの方がより高水準の品質管理に基づき製造される。

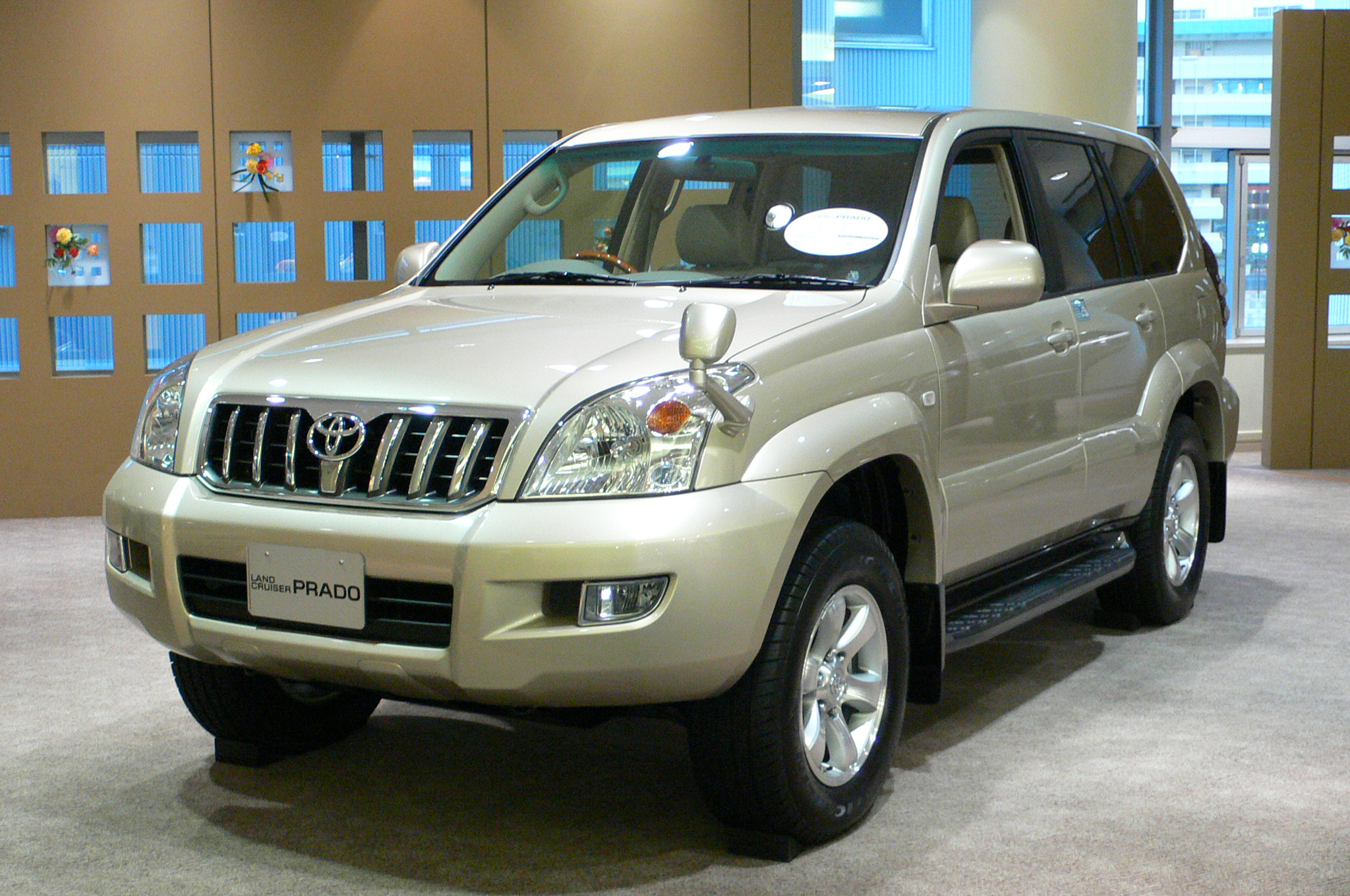
トヨタ・ランドクルーザー120（3代目プラド）

受賞
- 4x4 Magazine誌、「4WDオブ・ザ・イヤー」（2003年、2004年）
- JDパワー社「初期品質調査」、高級SUV部門第1位（2005年）

## 2代目「GX460」（URJ150 2009年-）
2009年11月24日、広州国際モーターショーにて2代目モデル「GX460」がワールドプレミア。
同年9月に日本で発表・発売されたトヨタ「ランドクルーザー150（4代目ランドクルーザープラド）」をベースとし、初代モデル同様にGX専用のパワートレイン、エクステリア、インテリアが与えられている。
エクステリアは、レクサスの統一デザインフィロソフィー「L-Finesse」を表現したスタイルに仕立てられ、サイドモールやボディ一体型のルーフレールの装備でランドクルーザー150との差別化が図られている。インテリアは、ランドクルーザー150の骨格を残しつつ、本木目パネルや本革素材がふんだんに使われている。パーキングブレーキは初代モデルのセンターレバー式から足踏み式へ変更されている。
エンジンは新世代の4.6 L 1UR-FE型へ変更された。これはトヨタ「ランドクルーザー200」（2009年のマイナーチェンジ後の日本国内仕様）と同型であるが、最高出力はランドクルーザー200の318 PSに対し、GXでは301 PSとなっている。組み合わされるATは6速となった。
製造は初代に続き、トヨタ自動車田原工場が担当する。
2013年 - フェイスリフト。レクサスの新たなデザインアイコンである「スピンドルグリル」を採用した。
2022年10月4日 - レクサスカナダが2023年モデルを発売。

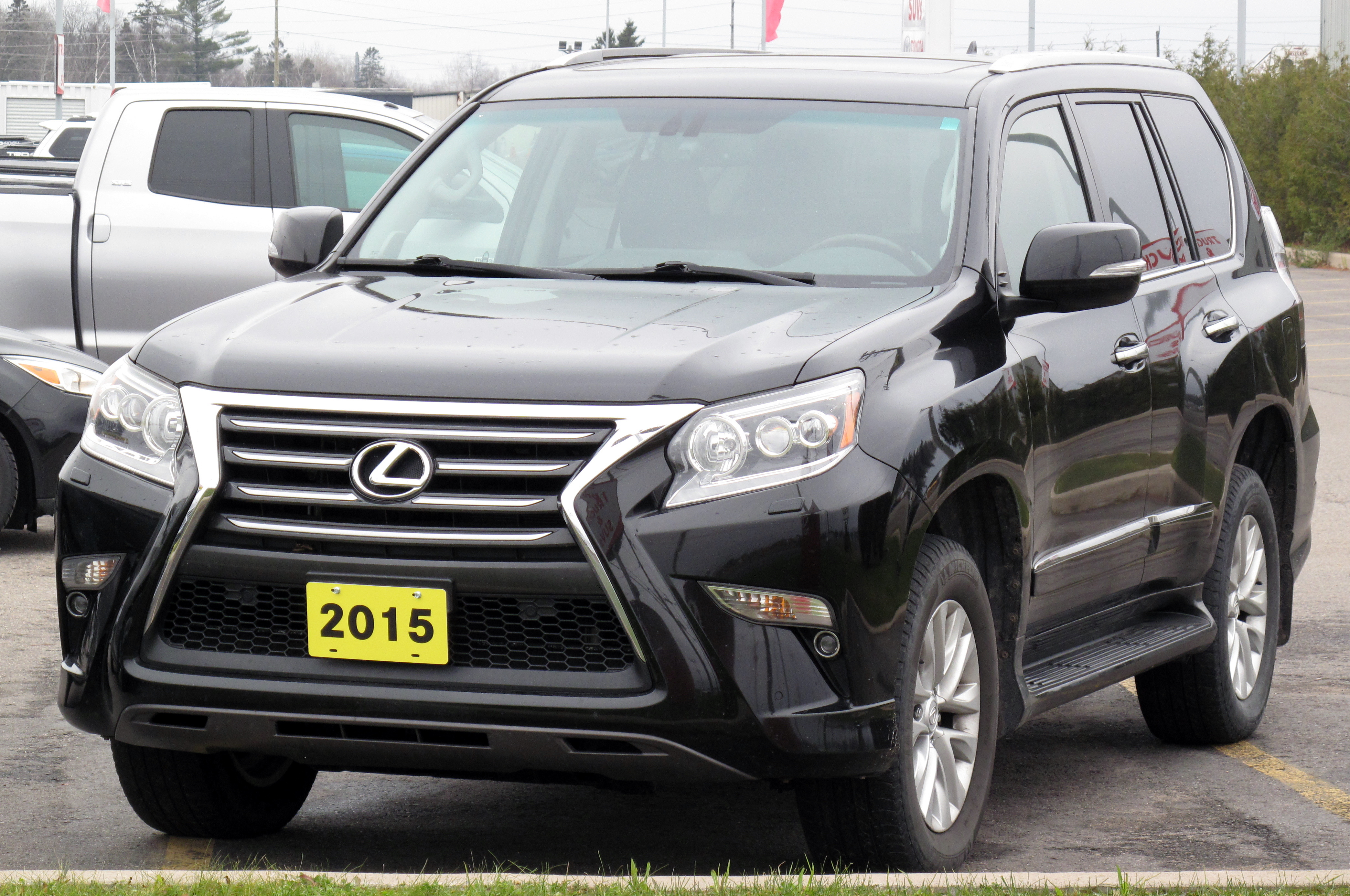
2015年改良型 フロント
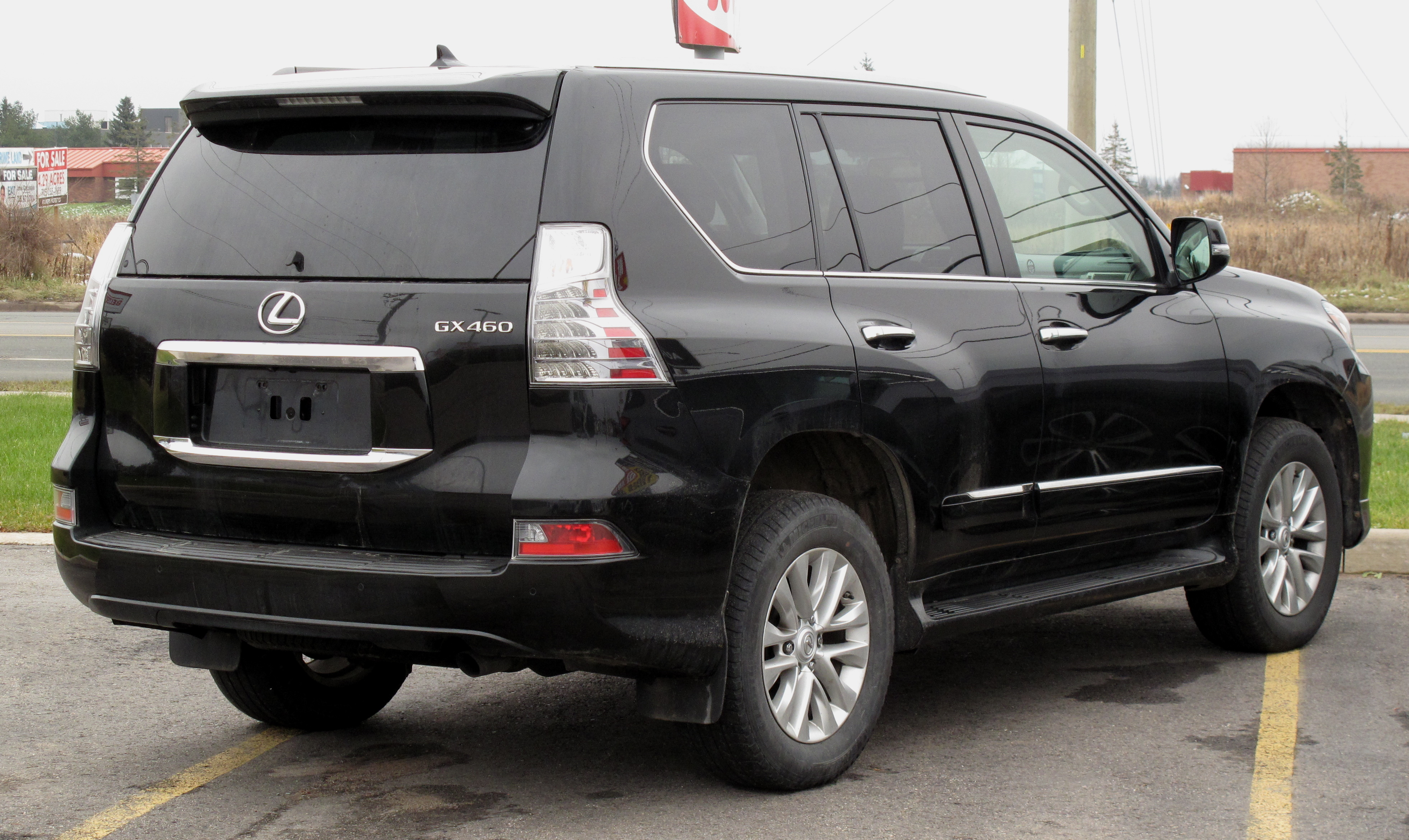
2015年改良型 リア
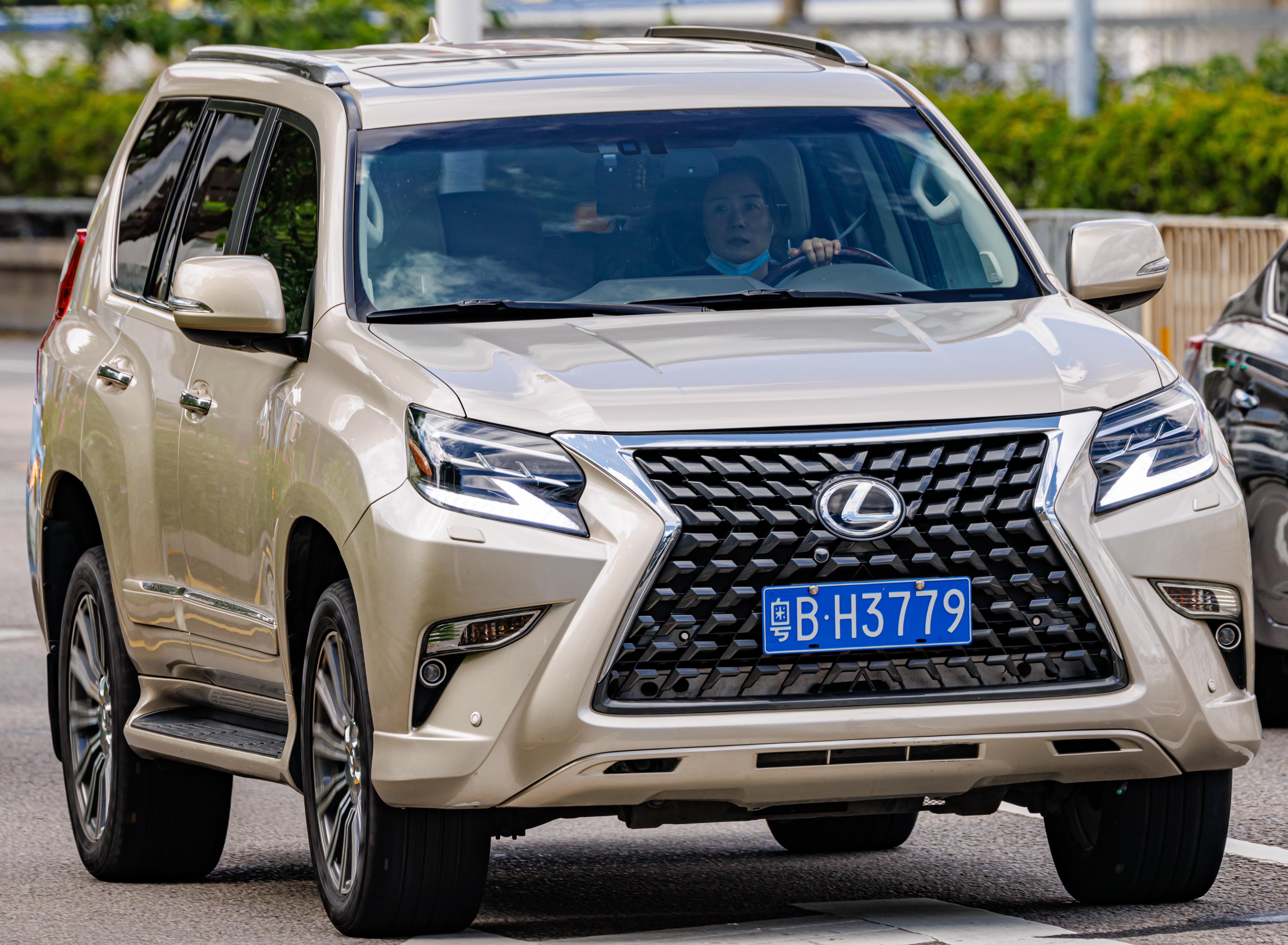
2022年改良型 中国仕様
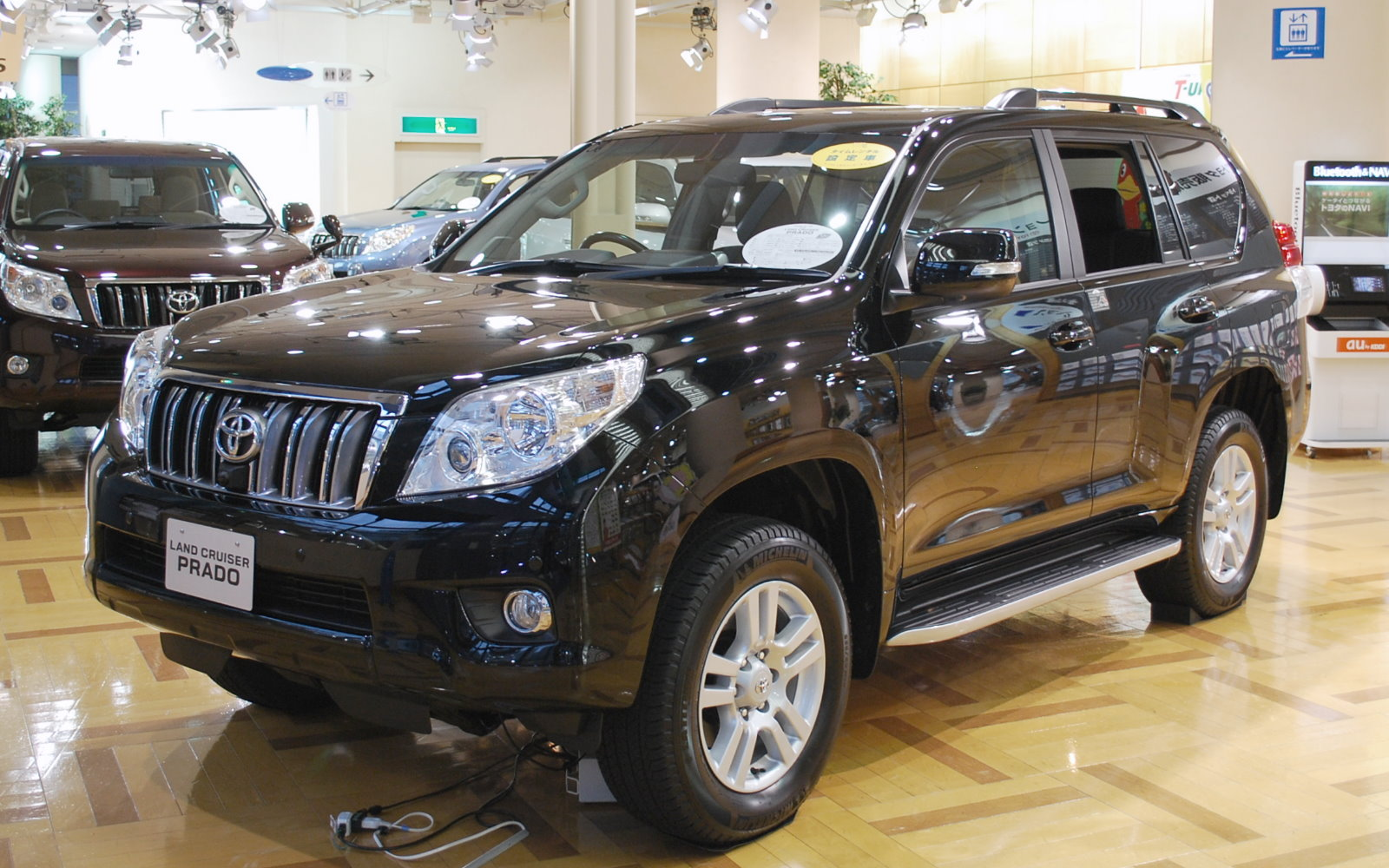
トヨタ・ランドクルーザー150（4代目ランドクルーザープラド）

### リコール
2010年4月13日、コンシューマー・リポートが「レクサスGX460は横転のリスクを抱えている」と指摘し、2001年の三菱・モンテロ以来となる「買ってはいけない」との警告を発した。およそ100 km/hの速度で右コーナーに進入した場合、横滑り防止装置（VSC）の働きが弱く、縁石などにぶつかった場合に横転する危険があるというものである。
これを受け、トヨタ自動車はGX460とランドクルーザー150の販売を一時中止した。4月20日（日本時間）、トヨタ自動車は「VSCとKDSSMを共に装備した左ハンドルの18インチホイール仕様で顕著」としながら、GX460の全数と、左ハンドル仕様のランドクルーザー150をリコールの対象とし、VSCのプログラムを改修することを発表した。

## 3代目「GX550」（VJA252W 2023年 - ）
2023年6月8日、米国・テキサス州オースティンにて3代目モデルを世界初公開。ランドクルーザー250とは姉妹関係で、プラットフォームには新規開発のGA-Fプラットフォームを採用。エンジンには、V型6気筒 3.5 Lツインターボエンジンと、レクサスのボディオンフレーム車初となるハイブリッドシステムを組み合わせる直列4気筒 2.4 Lターボエンジンを設定し、それぞれダイレクトシフト10AT、ダイレクトシフト8ATを設定している。エクステリアデザインは先代モデルと比べ、車両開発コンセプトを「ザ・プレミアム・オフローダー」として、よりオフロード性能を追求したデザインとなっている。また、より厳しい環境下で求められる機能やデザインを備えた“OVERTRAIL”仕様を新たに設定し、専用のエクステリアデザインと専用の内外装となっている。他にも、“OVERTRAIL”仕様では、専用のオールテレーンタイヤや、レクサス初のE-KDSSシステムを搭載している。
日本では、2024年秋の発売に先行してGX550 "OVERTRAIL+"を2024年4月19日から5月12日まで先行抽選販売を行った。通常発売は2025年4月3日から開始された。日本では、先行発売された「OVERTRAIL+」と7人乗りの「version L」の2グレードが発売される。パワートレインは両グレード共通で、3.5L V型6気筒インタークーラー付きツインターボのV35A-FTSエンジンで、それにDirect Shift-10ATを組み合わせている。

### 主要諸元（プロトタイプ）
車輛寸法
- 全長4,950 mm
- 全幅1,980 mm
- 全高1,870 mm
- ホイールベース2,850 mm

パワートレーン
- 3.5 L V6ツインターボ［フルタイム4WD］
- 2.4 L 直列4気筒ターボハイブリッドシステム［フルタイム4WD］
- ホイールサイズ18/20/22インチ